# 1947-es úszó-Európa-bajnokság
Az 1947-es úszó-Európa-bajnokságot Monte-Carlóban rendezték szeptember 10. és szeptember 14. között. Az Eb-n 16 versenyszámot rendeztek. 11-et úszásban, 4-et műugrásban és egyet vízilabdában.

## Magyar érmesek
| Érem  | Versenyző                                           | Versenyszám | Versenyszám           |
| ----- | --------------------------------------------------- | ----------- | --------------------- |
| Arany | Mitró György                                        | úszás       | Férfi 1500 m gyors    |
| Ezüst | Mitró György                                        | úszás       | Férfi 400 m gyors     |
| Ezüst | Vörös Ferenc                                        | úszás       | Férfi 1500 m gyors    |
| Ezüst | Valent Gyula                                        | úszás       | Férfi 100 m hát       |
| Ezüst | Székely Éva                                         | úszás       | Női 200 m mell        |
| Ezüst | Zságot Irén                                         | toronyugrás | Női 10 m              |
| Bronz | Szathmáry Elemér                                    | úszás       | Férfi 100 m gyors     |
| Bronz | Németh Sándor                                       | úszás       | Férfi 200 m mell      |
| Bronz | Nyéki Imre Kádas Géza Mitró György Szathmáry Elemér | úszás       | Férfi 4 × 200 m gyors |
| Bronz | Hidvégi László                                      | toronyugrás | Férfi 3 m             |

## Éremtáblázat
(A táblázatban Magyarország eltérő háttérszínnel kiemelve.)
| Helyezés | Nemzet         | Arany | Ezüst | Bronz | Összesen |
| 1.       | Franciaország  | 6     | 1     | 1     | 8        |
| 2.       | Dánia          | 5     | 0     | 1     | 6        |
| 3.       | Magyarország   | 1     | 5     | 4     | 10       |
| 4.       | Svédország     | 1     | 4     | 0     | 5        |
| 5.       | Nagy-Britannia | 1     | 2     | 2     | 5        |
| 5.       | Hollandia      | 1     | 2     | 2     | 5        |
| 7.       | Olaszország    | 1     | 0     | 0     | 1        |
| 8.       | Ausztria       | 0     | 1     | 1     | 2        |
| 8.       | Jugoszlávia    | 0     | 1     | 1     | 2        |
| 10.      | Csehszlovákia  | 0     | 0     | 2     | 2        |
| 10.      | Belgium        | 0     | 0     | 2     | 2        |
| Összesen | Összesen       | 16    | 16    | 16    | 48       |

## Érmesek

### Úszás
Férfi
| Versenyszám             | Arany                                                                            | Arany   | Ezüst                                                                             | Ezüst   | Bronz                                                                    | Bronz   |
| ----------------------- | -------------------------------------------------------------------------------- | ------- | --------------------------------------------------------------------------------- | ------- | ------------------------------------------------------------------------ | ------- |
| 100 m-es gyorsúszás     | Alexandre Jany · Franciaország                                                   | 56,9    | Per-Olof Olsson · Svédország                                                      | 58,8    | Szathmáry Elemér · Magyarország                                          | 59,6    |
| 400 m-es gyorsúszás     | Alexandre Jany · Franciaország                                                   | 4:35,2  | Mitró György · Magyarország                                                       | 4:50,4  | Miloslav Bartušek · Csehszlovákia                                        | 4:51,4  |
| 1500 m-es gyorsúszás    | Mitró György · Magyarország                                                      | 19:28,0 | Vörös Ferenc · Magyarország                                                       | 20:07,0 | Marijan Stipetic · Jugoszlávia                                           | 20:08,5 |
| 100 m-es hátúszás       | Georges Vallerey · Franciaország                                                 | 1:07,6  | Valent Gyula · Magyarország                                                       | 1:10,5  | Jiří Kovár · Csehszlovákia                                               | 1:10,5  |
| 200 m-es mellúszás      | Roy Romain · Nagy-Britannia                                                      | 2:40,1  | Anton Cerer · Jugoszlávia                                                         | 2:41,6  | Németh Sándor · Magyarország                                             | 2:46,2  |
| 4 × 200 m-es gyorsváltó | Svédország · Per-Olof Olsson · Martin Lundén · Per-Olof Östrand · Olle Johansson | 9:00,5  | Franciaország · Alexandre Jany · Charles Babey · Georges Vallerey · Jean Vallerey | 9:00,7  | Magyarország · Nyéki Imre · Kádas Géza · Mitró György · Szathmáry Elemér | 9:01,0  |

Női
| Versenyszám             | Arany                                                                  | Arany  | Ezüst                                                                                  | Ezüst  | Bronz                                                                                 | Bronz  |
| ----------------------- | ---------------------------------------------------------------------- | ------ | -------------------------------------------------------------------------------------- | ------ | ------------------------------------------------------------------------------------- | ------ |
| 100 m-es gyorsúszás     | Fritzie Nathansen · Dánia                                              | 1:07,8 | Johanna Termeulen · Hollandia                                                          | 1:08,1 | Greta Andersen · Dánia                                                                | 1:08,3 |
| 400 m-es gyorsúszás     | Karen Margrete Harup · Dánia                                           | 5:18,2 | Catherine Gibson · Nagy-Britannia                                                      | 5:19,8 | Fernande Caroen · Belgium                                                             | 5:20,9 |
| 100 m-es hátúszás       | Karen Margrete Harup · Dánia                                           | 1:15,9 | Catherine Gibson · Nagy-Britannia                                                      | 1:16,5 | Irene Koster · Hollandia                                                              | 1:18,0 |
| 200 m-es mellúszás      | Nel van Vliet · Hollandia                                              | 2:56,6 | Székely Éva · Magyarország                                                             | 2:57,9 | Jannie de Groot · Hollandia                                                           | 3:00,5 |
| 4 × 100 m-es gyorsváltó | Dánia · Eva Svendsen · Karen Harup · Greta Andersen · Fritze Nathansen | 4:32,3 | Hollandia · Marie Marsman · Irma Schumacher · Marie-Louise Vaessen · Johanna Termeulen | 4:36,0 | Nagy-Britannia · Catherine Gibson · Lilian Preece · Nancy Riach · Margaret Wellington | 4:37,1 |

### Műugrás
Férfi
| Versenyszám         | Arany                          | Arany  | Ezüst                          | Ezüst  | Bronz                           | Bronz  |
| ------------------- | ------------------------------ | ------ | ------------------------------ | ------ | ------------------------------- | ------ |
| 3 m-es műugrás      | Roger Heinkele · Franciaország | 126,71 | Svante Johansson · Svédország  | 118,88 | Hidvégi László · Magyarország   | 114,50 |
| 10 m-es toronyugrás | Thomas Christiansen · Dánia    | 105,55 | Lennart Brunnhage · Svédország | 98,85  | Louis Marchant · Nagy-Britannia | 95,32  |

Női
| Versenyszám         | Arany                             | Arany  | Ezüst                      | Ezüst | Bronz                                  | Bronz |
| ------------------- | --------------------------------- | ------ | -------------------------- | ----- | -------------------------------------- | ----- |
| 3 m-es műugrás      | Madeleine Moreau · Franciaország  | 100,43 | Alma Staudinger · Ausztria | 90,67 | Jeannette Aubert-Pinel · Franciaország | 86,78 |
| 10 m-es toronyugrás | Nicole Pellissard · Franciaország | 60,03  | Zságot Irén · Magyarország | 59,86 | Alma Staudinger · Ausztria             | 58,02 |

### Vízilabda
| Versenyszám | Arany       | Ezüst      | Bronz   |
| ----------- | ----------- | ---------- | ------- |
| Férfi       | Olaszország | Svédország | Belgium |